# Operazione Cornflakes

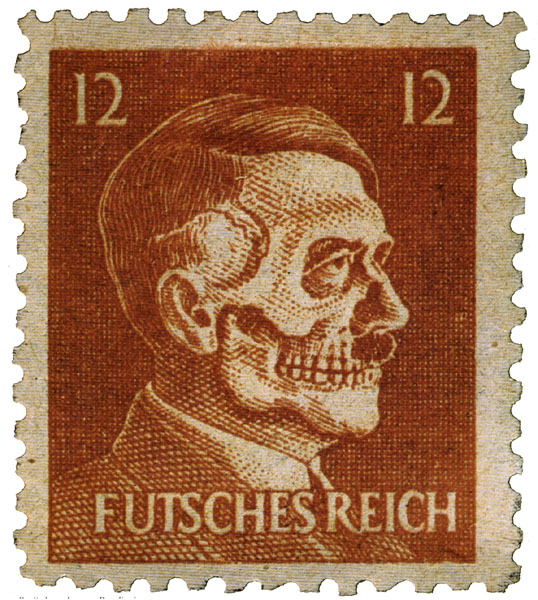
Una versione successiva del francobollo 'Futsches Reich'.

L'Operazione Cornflakes (1944–1945) è stata un'operazione morale attuata dall'Office of Strategic Services (OSS) statunitense durante la seconda guerra mondiale. L'operazione consisteva nell'ingannare il servizio postale tedesco, la Reichspost, per farle consegnare ingenuamente una propaganda antinazista ai cittadini tedeschi tramite delle lettere.
L'operazione coinvolse aerei speciali che furono usati per far paracadutare borse di lettere false, con indirizzi reali, in prossimità di treni postali bombardati. Quando la posta sarebbe stata recuperata durante le operazioni di pulitura del relitto, il servizio postale avrebbe dovuto confondere le lettere false come vere per poi consegnarle ai vari indirizzi.

## Contesto
L'OSS fu formato dalla divisione del Foreign Information Service (FIS) e del Coordinator of Information (COI), un ramo che il presidente Roosevelt decretò con l'ordine esecutivo 9128. La parte rimanente del COI divenne l'Office of Strategic Service. Il nuovo OSS fu posto sotto la giurisdizione del Joint Chiefs of Staff, dando all'OSS la capacità e lo status di un ramo militare. Lo scopo principale dell'operazione era di distruggere il morale del popolo tedesco usando un metodo su larga scala di guerra psicologica che il Secret Intelligence Service britannico aveva messo in pratica con l'aiuto della Royal Air Force (RAF). Usando anche lo stesso schema della missione impiegato un'operazione precedente dell'OSS in Ungheria, l'OSS poté creare un'operazione Cornflakes molto più intricata. La diffusione della propaganda nelle lettere tramite il sistema postale tedesco fu concepito come un metodo ideale per raggiungere la popolazione tedesca e minare il supporto di Adolf Hitler.
L'operazione Cornflakes iniziò con il reclutamento da parte degli ufficiali dell'OSS di qualsiasi prigioniero di guerra tedesco che aveva avuto un'esperienza con la Reichspost. A questi POW vennero dati dei pasti migliori in cambio di informazioni sulla raccolta, sul smistamento, l'annullamento e la consegna della posta. L'OSS non s'infiltrò direttamente in Germania poiché vedeva necessario concentrare gli sforzi nella liberazione della Francia nel 1944, ma verso la fine della guerra sul territorio tedesco erano attivi agenti del SIS e dell'OSS. Le informazioni raccolte tuttavia giunsero dai vicini avamposti nei Paesi neutrali, e con queste l'OSS e i tedeschi in esilio cercarono sugli elenchi telefonici e scelsero oltre due milioni di nomi casuali esistenti nel Reich ai quali inviare le lettere contraffatte. Un'unità dell'OSS fuori Roma affermò di aver creato oltre 15 000 buste alla settimana. All'interno delle lettere vi erano notizie su eventi di famiglia e pettegolezzi su persone fittizie, basandosi sull'idea che la posta nazionale non fosse censurata come quella delle attività commerciali. Le lettere da Roma furono scritte in diverse città intorno alla capitale italiana. Le buste dovevano essere indirizzate e sigillate a Siena, per poi essere spedite a Roma dove sarebbero state poste in sacchi contraffatti da spedire infine a Bari per essere instradata e annullata.
Con la speranza di scuotere subito il morale nella popolazione tedesca, l'OSS chiamò dei maestri falsari simili per realizzare dei francobolli con l'immagine di Hitler e alcune modifiche, tra cui un teschio sovrapposto al ritratto. La scritta tedesca nella parte inferiore del francobollo fu modificata da 'Deutsches Reich' (Impero tedesco) a 'Futsches Reich' (Impero rovinato). Questi francobolli erano noti come "Death Head" (Testa della morte) ed erano posti di solito nelle lettere con altri materiali sovversivi. Le lettere venivano poste in sacchi falsificati dall'OSS in modo da renderli quasi indistinguibili dagli originali della Reichspost anche nel materiale usato. I sacchi avrebbero dovuto esser caricati all'interno di speciali bombe progettate per distribuire i sacchi vicino ad un treno distrutto, principalmente postale, e far cadere i falsi tra gli originali nella speranza che i primi fossero messi in circolazione con il resto della posta. Tuttavia, tutta la pianificazione iniziale si rivelò quasi inutile perché nell'agosto del 1944 la Reichspost modificò le sue macchine per affrancare la corrispondenza interna, rendendo nulle migliaia di lettere scritte in precedenza.
L'OSS ottenne una copia del disegno per l'affrancatura e lavorò nuovamente creando nuove lettere e nuovi materiali sovversivi. A settembre, un altro colpo all'operazione dell'OSS fu l'informazione secondo cui non sarebbe stata consegnata alcuna lettera interna durante lo sforzo nazionale della Germania in tempo di guerra. I volantini del giornale Das Neue Deutschland, contenenti materiale che non sarebbe mai stato stampato dal quotidiano ufficiale, furono messi in alcune delle lettere in uscita che dovevano essere paracadutate. La 15th Air Force e il gruppo dei caccia avrebbero avuto il compito di distruggere i treni delle poste e farvi cadere i sacchi delle lettere con la propaganda (i "Cornflakes") tra i detriti. La prima missione dell'operazione Cornflakes venne compiuta il 5 gennaio 1945, quando venne bombardato un treno postale diretto a Linz: i sacchi contenenti un totale di circa 3 800 lettere di propaganda furono poi fatti cadere sul sito del treno distrutto, dove furono raccolti e smistati ai tedeschi dal servizio postale. Tra il 1944 e il 1945 furono completate venti missioni, con una percentuale di successo del 50% e oltre 320 sacchi di propaganda lasciati dalla 15th Air Force.

## Sviste
Un'importante svista dell'OSS e della sua task force di Roma era che le devastazioni della guerra avevano fermato molti dei servizi critici delle città e in alcuni casi anche il servizio postale. Mentre alcune città continuarono ad avere i servizi di consegna della posta, i bombardamenti alleati avevano ridotto numerose residenze in cumuli di macerie; milioni di persone senza una casa furono sfollate e costrette cercare un rifugio altrove, andando spesso dai parenti. Senza un indirizzo fisico al quale far recapitare la posta, molte lettere furono scartate. Un'altra svista fu semplicemente il fatto che le persone di solito distruggevano le lettere provenienti da mittenti sconosciuti, specialmente se contenenti propaganda alleata, per fedeltà o paura di esser puniti.

## Francobolli falsi
I britannici furono i primi a creare falsi francobolli con la testa di Hitler nei valori da 3, 4, 6 e 8 pfennig dal 1941 fino alla fine della guerra. Questi francobolli avevano una qualità migliore rispetto a quella dei falsi americani perché i britannici usavano veri stabilimenti per la stampa di francobolli nonché materiali di qualità come carta, inchiostri o incisori. I falsari americano concentrarono la maggior parte dei loro sforzi sul francobollo da 12 pfennig con la testa di Hitler e un teschio sovraesposto.
I francobolli usati sulle buste furono quelli da 6 e 12 pfenning con la testa di Hitler, realizzati per sembrare identici a quelli originali tedeschi dell'epoca, sebbene questi falsi fossero stampati dall'OSS.